# Pygora cruralis
Pygora cruralis är en skalbaggsart som beskrevs av Leon Fairmaire 1903. Pygora cruralis ingår i släktet Pygora och familjen Cetoniidae. Utöver nominatformen finns också underarten P. c. meridionalis.